# Дихотомія (апорія)
Дихотомі́я, також парадо́кс по́ділу — одна із апорій Зенона Елейського, сформована в античні часи:
Щоб пройти шлях, потрібно спочатку пройти половину шляху, а щоб пройти половину шляху, потрібно спочатку пройти половину половини, і так до безкінечності.

Це очевидне протиріччя, в якому потрібно показати, що рух в реальності неможливий. Він тісно пов'язаний з парадоксом Ахіллеса і черепахи.

## Точне формулювання
Приклад, який спростовує існування руху, наступний: Зенон стоїть на відстані восьми метрів від дерева, тримаючи в руках камінь. Він кидає камінь у напрямку дерева. Перш ніж камінь долетить до дерева, він має подолати першу половину з восьми метрів. Щоб подолати цю відстань, камінцю потрібен певний час, не нульовий. Потім йому потрібно пройти ще чотири метри, з яких він долає половину, два метри, що також займає певний час. Потім камінь просувається ще на метр, потім на пів метра, потім на чверть метра і так до нескінченності, щоразу витрачаючи ненульовий час. Зенон робить висновок, що камінь не може влучити в дерево, бо для цього він мав би пройти нескінченну низку етапів, що неможливо.

## Розв'язання
Зауважимо, що  {\displaystyle t_{0}}  час, за який камінь подолав половину відстані, що відділяє його від дерева, {\displaystyle t_{1}} час, необхідний для подолання половини відстані, що залишилася, і т.д. Загальна тривалість шляху дорівнює сумі тривалостей частин шляху, тобто  {\displaystyle t_{0}+t_{1}+...+t_{n}+...} Зенон вважав, що ця сума обов'язково нескінченна, звідси й парадокс. Однак ми знаємо, що ця загальна тривалість не є нескінченною, оскільки камінчик досягає дерева. Тому здається, що ряд із загальним членом  {\displaystyle t_{n}} збігається. Це ми й пропонуємо продемонструвати, припустивши, що швидкість камінчика є сталою.
Оскільки швидкість постійна, то маємо  {\displaystyle t_{1}=t_{0}/2}, {\displaystyle t_{2}=t_{1}/2}  і в більш загальному вигляді
{\displaystyle \forall n\in \mathbb {N} } {\displaystyle t_{n+1}={\frac {t_{n}}{2}}} Таким чином, послідовність {\displaystyle (t_{n})_{n}\in \mathbb {N} }  є геометричною, з якої отримуємо {\displaystyle \forall n\in \mathbb {N} } {\displaystyle t_{n}={\frac {t_{0}}{2^{n}}}} Таким чином, часткові суми мають простий вираз
{\displaystyle \sum _{n=0}^{N}t_{n}=\sum _{n=0}^{N}{\frac {t_{0}}{2^{n}}}=t_{0}{\frac {1-(1/2)^{N+1}}{1-(1/2)}}} Звідси випливає, що  {\displaystyle \sum t_{n}} збігається, і що {\displaystyle \sum _{n=0}^{\infty }t_{n}=t_{0}{\frac {1}{1-(1/2)}}=2t_{0}}Таким чином, камінь здійснює нескінченну кількість подорожей за скінченний час, який дорівнює a  {\displaystyle 2t_{0}},  Зауважимо, що  {\displaystyle 2t_{0}} вдвічі більше, ніж час, за який камінчик пройшов першу половину відстані.

## В літературі та мистецтві
Апорія «Дихотомія» лежить в основі сюжету фантастичної розповіді Філіпа Діка «Про невтомну жабу».